# Гамбранч (Џорџија)
Гамбранч (енгл. Gumbranch) град је у америчкој савезној држави Џорџија. По попису становништва из 2010. у њему је живело 264 становника.

## Демографија
Према попису становништва из 2010. у граду је живело 264 становника, што је 9 (3,3%) становника мање него 2000. године.
| Група             | 2000.       | 2010.       |
| Белци             | 248 (90,8%) | 242 (91,7%) |
| Афроамериканци    | 16 (5,9%)   | 12 (4,5%)   |
| Азијати           | 6 (2,2%)    | 0 (0,0%)    |
| Хиспаноамериканци | 3 (1,1%)    | 5 (1,9%)    |
| Укупно            | 273         | 264         |